# Jasminka Šipka

## Biografija
Jasminka Šipka rođena je 6. juna 1952. u Zvornik, gdje je završila osnovnu školu kao odlična učenica. Od 1967. živi u Sarajevo, gdje je pohađala Treću gimnaziju, a potom diplomirala engleski jezik i književnost na Filozofskom fakultetu Univerziteta u Sarajevu, stekavši zvanje profesora.
Po nagovoru brata, istaknutog intelektualca i novinara Nihada Volića, prijavila se na audiciju za najavljivačice i tako, kao studentica, počela raditi na Televiziji Sarajevo (JRT). Nakon tri godine započela je raditi kao spikerica u Dnevniku. Tokom karijere dobila je veliki broj republičkih i državnih (jugoslavenskih) nagrada i priznanja, među kojima su najznačajnije tri zaredom osvojene jugoslovenske nagrade „Gordana Bonetti“. Bila je jedna od kandidatkinja za voditeljicu Evrovizije 1990. godine.
Naratorica je brojnih dokumentarnih programa te autorica serijala Dama Herc, polusatnih intervjua sa značajnim i zaslužnim Bosankama i Hercegovkama. Godinu dana radila je na TVSA (Kantonalna TV) kao voditeljica i urednica informativnih emisija, te kao urednica redakcije kulture. Godine 2001. na RTV Federacije BiH bila je autorica, urednica i voditeljica emisije Nedjeljno popodne. Od 2002. godine radi na RTV Federacije BiH kao edukatorica interpretacije teksta, odnosno lektorka za govor.
Zahvaljujući velikom znanju iz oblasti nauke o jeziku i književnosti, Jasminka Šipka predstavlja neprikosnoveni autoritet u svojoj oblasti. Mnogi njeni učenici i učenice stasavaju u kvalitetne govornike, novinare i voditelje.
Sarađivala je sa velikanima jugoslavenskog novinarstva kao što su Minja Subota, Oliver Mlakar, Ksenija Urličić, Rinko Golubović i drugi. Govori engleski i italijanski jezik. Živi i radi u Sarajevu.

## Djela
Autorica je knjige Praktikum govornog jezika, objavljene 2024. godine u izdanju TDP Sarajevo. Riječ je o dragocjenom jezičkom vodiču za poboljšanje govorne slike, namijenjenom širokoj publici. Dr. Elma Durmišević, vanredna profesorica na Odsjeku za bosanski, hrvatski i srpski jezik Filozofskog fakulteta u Sarajevu, preporučila je ovu knjigu kao vrijedan izvor svima koji koriste jezik u govoru, pisanju i interpretaciji.
Knjiga je nagrađena posebnim priznanjem stručnog žirija na 36. Sarajevskom sajmu knjiga 2025. godine.

## Društveni angažman i javni život
I dalje je aktivna u javnosti i kulturi: održava promocije svoje knjige u gradovima poput Sarajeva, Kaknja, Tuzle, Goražda, Gradačca, Brčkog, Mostara i Gračanice. Iako u penziji, nastavlja rad kao edukatorica, prenoseći svoje znanje mladim novinarima i voditeljima.
Neki od njenih učenika koji danas rade u medijima su Aida Mujan, Nikolina Veljović, Olivera Blažević (RTV Federacije BiH), Nikola Vučić (N1 TV), Nikola Marković (BHRT) i mnogi drugi.
Poznata je po izuzetnom govoru, stilu i eleganciji, te značajnom doprinosu profesionalizaciji televizijskog govora u Bosni i Hercegovini i šire.